# 闵行区烈士陵园
闵行区烈士陵园位于中華人民共和國上海市闵行区中春路3999弄临春路388号，地处休闲公园的湖中小岛上，埋葬着因战因公牺牲的183位烈士。

## 简介
陵园占地2.46万平方米，从空中俯视如同一把琵琶。陵园从东向西依次是接待楼、办公楼、祭扫广场、革命烈士生平事迹陈列馆、烈士墓区。在祭扫广场树有纪念碑，刻有毛泽东题词的“革命烈士永垂不朽”。革命烈士生平事迹陈列馆是一幢三层楼房，有五个展厅，分别是人物厅、解放厅、文学厅、影视厅、双拥国防教育馆。陈列馆西侧是墓区，占地8000多平方米。陵园是上海市爱国主义教育基地。

## 参观信息
- 开放时间：周一至周五8:30-16:30，节假日不开放。
- 公共交通：轨道交通1、5号线，闵行6路、莘春线、公交747路。